# Rolo to the Rescue
Rolo to the Rescue (з англ. Роло йде на порятунок) — британська відеогра 1992 року в жанрах  платформера і бойовика, розроблена студією Vectordean і видана корпорацією Electronic Arts для Sega Mega Drive. У грі має епізодичну появу персонаж Джеймс Понд.

## Гральний процес
Протагоністом відеогри є слоненя на ім'я Роло, що мандрує різноманітними місцинами й рятує своїх друзів од цирку. Гравець може рухати слоненя ліворуч і праворуч, а також змусити його стрибати. Взявши певний бонус, протагоніст отримує особливі здібності. Завдяки оббризкувачу він дістає змогу стріляти водою з хобота, завдяки пилосмоку — атакувати ворогів поблизькими предметами, завдяки баку з гелієм Роло може кружляти в повітрі, а завдяки пральній машині він зменшує свій розмір та може дістатися до неприступних ділянок рівня.
Гральні рівні показано згори вниз на мапі, що своїм дизайном нагадує пазл. Іконки непройдених рівнів виглядають як шматочки пазлів, а коли гравець завершує проходження, то іконка пазлу змінюється відбитком звірячої лапи. Аби завершити рівень, треба досягнути певної мети, яка представлена на табличці. Звичайною метою є  перемогу над злодієм на ім'я Перстеневий майстер. Подолавши його, Роло отримує ключ і своїх друзів з кліток. Деякі рівні можна пройти альтернативним шляхом, наприклад, розблокувати приховану місцину десь у межах рівня. Такі альтернативні методи розблокують більше додаткових рівнів.
Після того як Роло врятовує чергову тварину, вона стає його супроводжувати. Роло може мати щонайбільше трьох супутників: якщо врятовано більше трьох, найдавніший супутник покине гурт та буде замінений останнім. Гравець може перемикатися між тваринами, які мають свої унікальні здібності. Наприклад, кролик здатний високо стрибати, білка може видиратися нагору, кріт здатний копати тунелі, а бобер долати водні перешкоди.

## Сприйняття
Видання «Меґа-тех» оцінило гру на 89%, а часопис «Меґа поставив Rolo to the Rescue на 31 сходинку у гіт-параді найкращих ігор для Sega Mega Drive.